# Симари Биркнер, Макарена
Макарена Симари Биркнер (исп. Macarena Simari Birkner, род. 22 ноября 1984 года, Сан-Карлос-де-Барилоче) — аргентинская горнолыжница, участница 4 Олимпийских игр и 8 чемпионатов мира. Универсал, выступает во всех дисциплинах горнолыжного спорта.

## Карьера
В Кубке мира Симари Биркнер дебютировала в 1999 году, в феврале 2005 года первый, и пока единственный раз попала в тридцатку лучших на этапе Кубка мира, в комбинации. Лучшим достижением Симари Биркнер в общем зачёте Кубка мира является 101-е место в сезоне 2004/05.
На Олимпиаде-2002 в Солт-Лейк-Сити показала следующие результаты: скоростной спуск - 34-е место, комбинация - 17-е место, супергигант - 31-е место, слалом - не финишировала, гигантский слалом - 39-е место.
На Олимпиаде-2006 в Турине стала 26-й в комбинации и 36-й в слаломе и 31-й в гигантском слаломе, кроме того была заявлена в супергиганте, но не вышла на старт.
На Олимпиаде-2010 в Ванкувере стартовала во всех пяти дисциплинах: скоростной спуск - 31-е место, комбинация - 26-е место, супергигант - 32-е место, гигантский слалом - 45-е место, слалом - 36-е место.
За свою карьеру принимала участие в 8 чемпионатах мира, лучший результат 21-е места в комбинации на чемпионатах 2003 и 2011 годов.
Использует лыжи и ботинки производства фирмы Fischer.

## Семья
У Макарены Симари Биркнер большая горнолыжная семья, её сестра Мария Белен Симари Биркнер и брат Кристиан Симари Биркнер так же входят в сборную Аргентины по горным лыжам, а тёти Каролина Биркнер и Магдалена Биркнер, а также дяди Игнасио Биркнер и Хорхе Биркнер выступали за сборную Аргентины по горным лыжам в 1980-х годах.